# Di cư của người Việt Nam
Di cư của người Việt Nam là nói đến di cư của người Việt Nam trong nước và ra nước ngoài trong lịch sử tới nay. Người Việt Nam do tác động của chiến tranh, kinh tế và chính trị đã có nhiều đợt di cư lớn.

## Di cư thời phong kiến
Xem thêm Nam tiến
Suốt thời phong kiến, luồng di cư chủ đạo của người Việt Nam là từ bắc xuống nam. Theo sau các đợt xâm chiếm và mở rộng lãnh thổ qua các triều đại là những đợt di dân lớn. Ngoài ra sử sách cũng ghi nhận một số nhóm nhỏ lẻ di cư chính trị ra nước ngoài, chủ yếu là ở Trung Quốc, đây là bộ phận bị xem là bán nước, theo gót quân xâm lược Trung Quốc, điển hình là một số hoàng thân, quốc thích nhà Trần như Trần Ích Tắc hay hoàng thân, quốc thích nhà Lê như vua Lê Chiêu Thống...
Năm 1069, vua Lý Thánh Tông mang 10 vạn quân vào đánh Chiêm Thành, sáp nhập ba châu Bố Chính, Địa Lý và Ma Linh. Vua Lý Thánh Tông đặt tên cho vùng đất mới này là trại Tân Bình, lãnh thổ Đại Việt thêm vùng đất này, nay là Quảng Bình và bắc Quảng Trị. Sau khi nhà Trần thay thế nhà Lý, một bộ phận hoàng tộc họ Lý do Lý Long Tường dẫn đầu đã di cư ra nước ngoài, đến Triều Tiên sinh sống và hòa nhập với cư dân bản địa.
Năm 1306, nhà Trần gả công chúa Huyền Trân cho vua Chiêm Thành bấy giờ là Chế Mân (Jaya Simhavarman), đổi lại là quyền kiểm soát Châu Ô và Châu Rí. Các vùng đất này được vua Trần Anh Tông đổi tên là Thuận Châu và Hóa Châu, nay thuộc vùng nam Quảng Trị và Thừa Thiên-Huế, lãnh thổ Đại Việt phía nam tới Hải Vân Quan (đèo Hải Vân ngày nay).
Năm 1470, vua Lê Thánh Tông phái danh tướng Đinh Liệt cầm 20 vạn quân đánh Chiêm Thành. Năm 1471, quân Đại Việt chiếm kinh đô Vijaya (thuộc Bình Định ngày nay). Lê Thánh Tông đã sáp nhập miền bắc Chiêm Thành, từ đèo Hải Vân đến đèo Cù Mông vào Đại Việt, đặt tên vùng đất mới là thừa tuyên Quảng Nam.
Năm 1611, chúa Nguyễn Hoàng phái Lê Văn Phong đem quân vào đánh nước Chiêm Thành, lấy đất lập ra phủ Phú Yên chia ra làm hai huyện là Đồng Xuân và Tuy Hòa, nay thuộc Phú Yên.

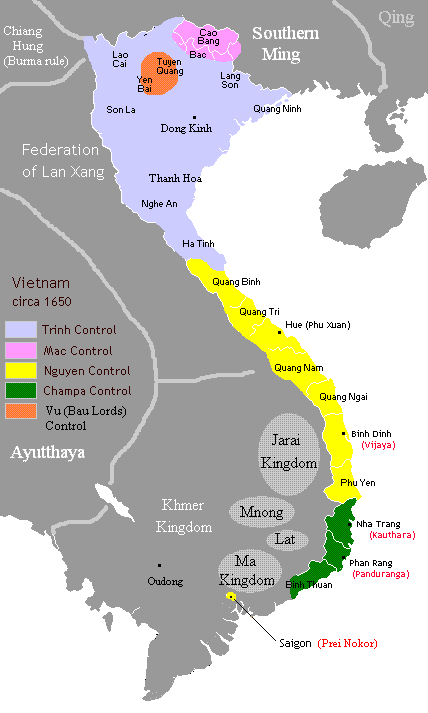
Việt Nam thời Trịnh - Nguyễn phân tranh năm 1650

Dưới thời Trịnh - Nguyễn phân tranh, nhiều người Việt Nam ở Đàng Trong bỏ dải đất miền Trung khắc nghiệt, vào khai khẩn đất làm ruộng ở Bà Rịa, Đồng Nai, Sài Gòn vốn là đất của Chân Lạp, nhưng không gặp phản kháng gì đặc biệt. Theo đó năm 1623, chúa Nguyễn Phúc Nguyên nhân quan hệ hữu hảo với vua Chân Lạp Chey Chetta II (cha vợ - con rể), đã mượn vùng đất Prey Nokor (Sài Gòn ngày nay) của Chân Lạp đặt trạm và quan chức thu thuế lưu dân Việt đang sinh sống xung quanh ở Sài Gòn, Đồng Nai, Bà Rịa.
Năm 1658, chúa Nguyễn Phúc Tần lợi dụng lục đục trong hoàng thân nước Chân Lạp để làm chủ vùng đất người Việt đã khai hoang ở Sài Gòn, Đồng Nai, Bà Rịa. Tại khu vực này lưu dân người Việt đến sinh sống ngày càng đông đúc, chúa Nguyễn có cử một đội quân để giữ gìn an ninh cũng như đặt các quan cai trị và thu thuế.
Năm 1693, chúa Nguyễn Phúc Chu sai quan tổng binh là Nguyễn Hữu Cảnh chiếm phần đất còn lại cuối cùng của Chiêm Thành. Chúa Nguyễn đổi đất Chiêm Thành làm Thuận Phủ, nay thuộc Bình Thuận.
Năm 1708, chúa Nguyễn Phúc Chu thành lập Trấn Hà Tiên bao gồm Hà Tiên, Rạch Giá, Phú Quốc. Lúc đó, đây là vùng đất nằm dưới sự kiểm soát của Mạc Cửu, một người nhà Minh sang khai khẩn và cai quản từ năm 1680, gồm toàn lưu dân. Để tránh áp lực thường xuyên của Xiêm La sang cướp phá, Mạc Cửu đã dâng đất khai phá xin nội thuộc chúa Nguyễn.
Từ năm 1735 - 1739 Mạc Thiên Tứ (con trai Mạc Cửu) mở rộng đất đai kiểm soát của mình sang bán đảo Cà Mau, Bạc Liêu, Hậu Giang, Cần Thơ. Đưa thêm các vùng đất mới này vào Trấn Hà Tiên thuộc lãnh thổ Đàng Trong.
Năm 1732, chúa Nguyễn Phúc Chú tiến chiếm vùng đất ngày nay là Vĩnh Long, Bến Tre, dựng dinh Long Hồ trực thuộc phủ Gia Định.
Năm 1755, chúa Nguyễn Phúc Khoát chiếm hai phủ Tầm Bôn và Lôi Lạp từ Chân Lạp, (nay là Tân An và Gò Công).
Năm 1757, chúa Nguyễn giành đất Tầm Phong Long (vùng đất nằm giữa Sông Tiền và Sông Hậu tương ứng với Châu Đốc, Sa Đéc).
Năm 1830, vua Minh Mạng sáp nhập vùng đất Tây Nguyên ngày nay và đưa vào bản đồ Đại Nam.

## Di cư thời Pháp thuộc
Chính sách di dân của chính quyền Pháp đề ra là việc mộ dân ở Bắc và Trung Kỳ đưa vào Nam làm phu đồn điền cao su hoặc nông trại miền núi Cao nguyên Trung Kỳ hay thượng du Bắc Kỳ. Riêng niên khóa 1926-27, 35.000 người dân từ Bắc và Trung Kỳ được mộ làm phu và đưa vào Nam Kỳ làm công trong các đồn điền. Năm 1930, có khoảng 50.000 công nhân làm việc trong ngành khai thác than đá, chủ yếu ở Hà Tu và Hòn Gai (Pháp gọi là Hongay) và Cẩm Phả của công ty "Société de Charbonnages du Tonkin". Hãng "Société de Charbonnages du Đông Triều" thì khai thác ở Kê Bào. Nguồn nhân lực này chủ yếu được tuyển mộ từ nông dân ở các vùng nông thôn.
Người Việt cũng được khuyến khích di cư sang Lào và Cao Miên. Thống kê năm 1908 ghi nhận 60.000 người Việt trên đất Miên. Đến năm 1921 thì tổng số người Việt ở Cao Miên là hơn 140.000 và 191.000 vào năm 1937. Cùng thời gian sau đó vào cuối thập niên 1930 thì số người Việt ở Lào đã tăng lên gần 40.000. Một số khác được đưa sang đảo Tân Thế giới và Tân Đảo làm phu mỏ và đồn điền của Pháp.

## Di cư từ 1954-1975
Sau Hiệp định Genève 1954 đã diễn ra đợt di cư lớn. Theo đó, trên 1 triệu người đã di cư từ Bắc vào Nam (trong đó có khoảng 800.000 người Công giáo) và 182.000 người từ miền Nam ra Bắc (phần lớn là lực lượng kháng chiến của Việt Minh).
Từ năm 1961, tại miền bắc Việt Nam nhiều người di dân từ đồng bằng sông Hồng lên các tỉnh miền núi và trung du phía Bắc theo chính sách Xây dựng các vùng kinh tế mới của chính phủ.

## Di cư từ 1975-1995

### Di cư ra nước ngoài

#### Di tản tháng 4 năm 1975
Di tản tháng 4 năm 1975 được hiểu là hành động rời khỏi Việt Nam theo cách chính thống và có tổ chức. Khi ấy, nhiều đợt rời khỏi Việt Nam của các nhân viên, gia đình các đại sứ quán và công ty nước ngoài được các cơ quan Hoa Kỳ và các nước đồng minh tổ chức. Bắt đầu từ ngày 29 tháng 4 năm 1975, Tổng thống Hoa Kỳ Gerald Ford đã chính thức ra lệnh khởi động chương trình "Frequent Wind" để di tản quân nhân, nhân viên dân sự Hoa Kỳ và một số người Việt đã từng cộng tác hay có liên hệ với chính phủ Hoa Kỳ và Chính phủ Việt Nam Cộng hòa để rời khỏi Việt Nam. Cùng thời điểm này, rất nhiều người Việt ở miền Nam cũng đã quyết định di tản theo chương trình trên nhưng có thể bằng phương tiện riêng. Chương trình di tản "Frequent Wind" trên nguyên tắc chỉ kéo dài từ 3 giờ 30 chiều ngày 29 tháng 4 đến đúng 21 giờ ngày 30 tháng 4 năm 1975 - khi người lính Mỹ cuối cùng được trực thăng bốc khỏi Sài Gòn và trụ sở của Sở Tùy viên Quốc phòng (Defence Attachés Offfice, DAO) của Hoa Kỳ bị Thủy quân lục chiến Hoa Kỳ cho phá nổ. Có 50.493 người (trong đó có 2.678 trẻ mồ côi Việt Nam) được di tản từ Tân Sơn Nhất.

#### Thuyền nhân
Sau khi chiến tranh Việt Nam kết thúc, Theo số liệu của Cao ủy Liên Hợp Quốc về người tị nạn, trong khoảng thời gian 1975-1995 đã có 849.228 người vượt biên bằng đường biển và đường bộ. Theo số liệu của Indonesia, trong khoảng thời gian 1975-1996 đã có 250.000 người Việt Nam và Campuchia tá túc trên đảo Galang.

#### Di cư sang Liên Xô cũ và Đông Âu
Ở Việt Nam, các dòng lao động nước ngoài bắt đầu có từ cuối những năm 1970 cho đến những năm 1995. Người lao động Việt Nam được gửi sang các nước Đông Âu và Liên Xô cũ. Rất nhiều người đã về nước nhưng rất nhiều người khác đã ở lại.

### Di cư trong nước
Thống nhất đất nước, chính sách "Xây dựng các vùng kinh tế mới" được mở rộng ra cả nước. Trong khi việc di dân từ các tỉnh đồng bằng sông Hồng lên các tỉnh miền núi phía Bắc, nhất là các tỉnh biên giới vẫn được tiếp tục, các chương trình di chuyển lao động và di dân từ các tỉnh đồng bằng phía Bắc tới Tây Nguyên (đặc biệt là Đăk Lăk, Lâm Đồng), Đông Nam Bộ (đặc biệt là Bà Rịa-Vũng Tàu, Đồng Nai), di dân từ thành phố Hồ Chí Minh  sang các địa phương nông thôn ở Đông và Tây Nam Bộ được triển khai làm lược đồ dân số có sự thay đổi.

## Di cư từ 1995-nay

### Di cư ra nước ngoài
Hàng năm, có khoảng 80.000 lao động Việt Nam đi làm việc ở nước ngoài theo hợp đồng. Các lao động Việt Nam làm việc tại trên 40 quốc gia và vùng lãnh thổ.
Di cư theo hôn nhân: hiện tượng cô dâu Việt Nam kết hôn với người nước ngoài.
Số lượng lớn lên đến 60.000 du học sinh Việt Nam ở nước ngoài. Riêng tại Mỹ, năm học 2011-2012 có tới 15000 sinh viên Việt Nam theo học.

### Di cư trong nước
Cùng với di dân theo chính sách, xuất hiện dòng người di cư tự do lớn đến các vùng kinh tế mới: Đông Bắc, Tây Bắc, Tây Nguyên, Phú Quốc...
Ảnh hưởng đô thị hóa với dòng di cư từ nông thôn lên thành thị và các khu công nghiệp. Người di cư đến Hà Nội và Khu Kinh tế Đông Bắc chủ yếu từ các tỉnh phía Bắc, nhất là Đồng bằng Sông Hồng, do sự gần gũi về mặt địa lý. Người di cư đến Tây Nguyên, Thành phố Hồ Chí Minh và các tỉnh Đông Nam bộ lại từ rất nhiều vùng khác nhau mà không có vùng nào nổi trội.